# 取舵
取舵（とりかじ、英語: Port）とは、船舶の航行において、進行方向左に舵を転ずること。
実際の操船では“とぉぉりかぁじ”と発声する（反対の右に転ずる面舵は「おもぉぉかぁじ」となる）。これは号令を、甲板上の強風でも聞き違いされないための工夫であり、わざわざ明らかに異なるイントネーションとしたものである。
左に進路を変更中は国際信号旗の「I」を掲げる。

## 語源

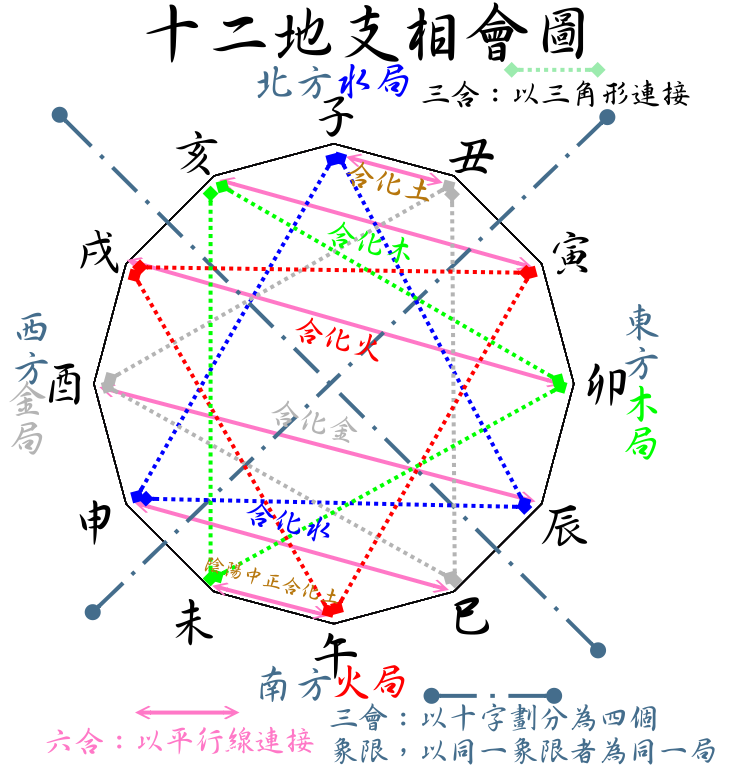
十二支相関図。子を頂点（北）と考えると酉が「左」となる。

方角を十二支に分けた場合の酉の方向（西、北を上にすると左）に舵をとることから。

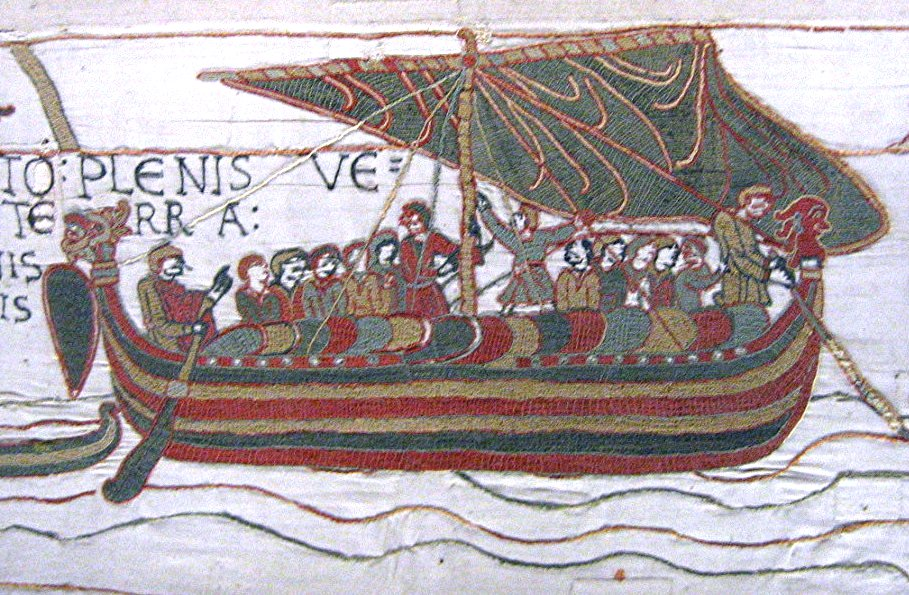
『バイユーのタペストリー』に描かれた欧州の古い船（ロングシップ）。進行方向は画面右。ステアリングオール（舵櫂）がスターボード側（右舷）に描かれている。

英語ではPortという。これは、昔の船では舵を取るための板（Steer Board（ステアボード））が右舷に設けられており、舵のない左舷を港側にして接岸することが多かったため左舷を「ポートサイド（港側）」と呼んだことから左舷側に舵を取ることをPort（ポート）と呼ぶようになったとされる。
今日のように船体中心に舵がないのは、欧州の古い船は船体中央に竜骨（キール）がある構造であったため、中心に舵が設置し難かったためと考えられている。